# Macrobiotus orcadensis
Macrobiotus orcadensis är en djurart som tillhör fylumet trögkrypare, och som beskrevs av Murray 1907. Macrobiotus orcadensis ingår i släktet Macrobiotus och familjen Macrobiotidae. Arten är reproducerande i Sverige. Inga underarter finns listade i Catalogue of Life.